# ロデオドライブステークス
ロデオドライブステークス（Rodeo Drive Stakes）は、アメリカ合衆国のサンタアニタパーク競馬場にて、毎年9月の末に開催される競馬の競走である。

## 概要
1977年に創設された、牝馬限定の芝10ハロン戦。9月下旬または10月上旬にサンタアニタパーク競馬場で施行されている。
2011年まではオークツリー競馬協会との契約により開催され、「イエローリボンステークス」または「イエローリボンインビテーショナルステークス」の名称で行われていた。イエローリボンの名称は1970年代に流行した歌謡曲『Tie a Yellow Ribbon Round the Ole Oak Tree（邦題：幸せの黄色いリボン）』が語源となっていた。しかし、契約が解除された2012年に、他のオークツリー開催だった競走とともに、競走名が現在のものに変更された。
ブリーダーズカップチャレンジシリーズに指定されていて、2008年以降、本競走優勝馬にはブリーダーズカップ・フィリー&メアターフの優先出走権が与えられている。このように、ブリーダーズカップ・フィリー&メアターフの重要なプレップレースという位置づけではあるものの、本競走を経てブリーダーズカップ・フィリー&メアターフを勝った馬はまだ出ていない。

## 歴史
- 1977年：サンタアニタパーク競馬場の芝10ハロン戦として創設。
- 1979年：G1に格付けされる。
- 2005年：オークツリー競馬場に開催地が変更。
- 2008年：ウェイトアホワイルが史上初の2勝目。
- 2010年：この年のみハリウッドパーク競馬場で開催。
- 2011年：サンタアニタパーク競馬場に開催地を変更。
- 2023年：G2に降格[1]。

### 競走名の変遷
- Yellow Ribbon Stakes：1977-1978、1988、1995-2011
- Yellow Ribbon Invitational Stakes：1979-1987、1989-1994
- Rodeo Drive Stakes：2012-

## 近年の勝ち馬
- 2024 Hang the Moon
- 2023 Didia
- 2022 Going to Vegas
- 2021 Going to Vegas
- 2020 Mucho Unusual
- 2019 Mirth
- 2018 Vasilika
- 2017 Avenge
- 2016 Avenge
- 2015 Photo Call
- 2014 Emollient
- 2013 Tiz Flirtatious
- 2012 Marketing Mix
- 2011 Dubawi Heights
- 2010 Hibaayeb
- 2009 Magical Fantasy
- 2008 Wait a While
- 2007 Nashoba's Key
- 2006 Wait a While
- 2005 Megahertz
- 2004 Light Jig
- 2003 Tates Creek
- 2002 Golden Apples
- 2001 Janet